# De heilige Marcus redt een Saraceen tijdens een schipbreuk
De heilige Marcus redt een Saraceen tijdens een schipbreuk (Italiaans: San Marco salva un saraceno dal naufragio) is een schilderij van Tintoretto. Hij maakte het tussen 1562 en 1566 voor de Scuola Grande di San Marco.  Sinds 1920 maakt het schilderij deel uit van de collectie van de Gallerie dell'Accademia in Venetië.

## Voorstelling
In de Legenda aurea van Jacobus de Voragine staan enkele wonderen beschreven die Marcus na zijn dood verricht zou hebben. In een daarvan reizen enkele Venetiaanse kooplieden in een schip met een Saraceense bemanning naar Alexandrië. In een hevige storm dreigt het schip te vergaan. De Venetianen brengen zich in veiligheid in een reddingsboot, maar de meeste Saracenen dreigen te verdrinken. Een van hen roept in zijn doodsnood Marcus aan en belooft zich te bekeren als hij gered wordt. De heilige brengt hem daarop in veiligheid.
De fascinerende compositie van het werk laat de beukende golven waarin het schip zinkt en de verwrongen lichamen van de wanhopige schipbreukelingen vol pathos zien. Een stormachtige lucht met donkere wolken versterkt de dramatische weergave. Ondergedompeld in een bovennatuurlijk licht daalt Marcus gekleed in een roze gewaad uit de lucht om de bewusteloze Saraceen te grijpen. Tintoretto gebruikte clair-obscur-effecten om de dynamiek nog te versterken.

## Herkomst
Tommaso Rangone, Guardian Grande (voorzitter) van de Scuola Grande di San Marco, bestelde het schilderij in 1562 bij de kunstenaar. Hij wordt afgebeeld in een gouden gewaad op de rand van de reddingsboot terwijl hij probeert een schipbreukeling te helpen die door het water is verzwolgen. Het werk hing in de kapittelzaal van de scuola waar nog meer werken van Tintoretto over het leven van Marcus hingen (Het wonder van de slaaf, De vondst van het lichaam van de heilige Marcus en De redding van het lichaam van de heilige Marcus).   
Toen de scuola in 1807 werd opgeheven, ging het doek naar het Dogepaleis en daarna, in 1815, naar de Biblioteca Marciana. Tussen 1866 en 1868 was het zien in het Kunsthistorisches Museum in Wenen, waarna het terugkeerde naar de Venetiaanse bibliotheek. In 1920 kwam het schilderij in de Gallerie terecht.

## Afbeeldingen

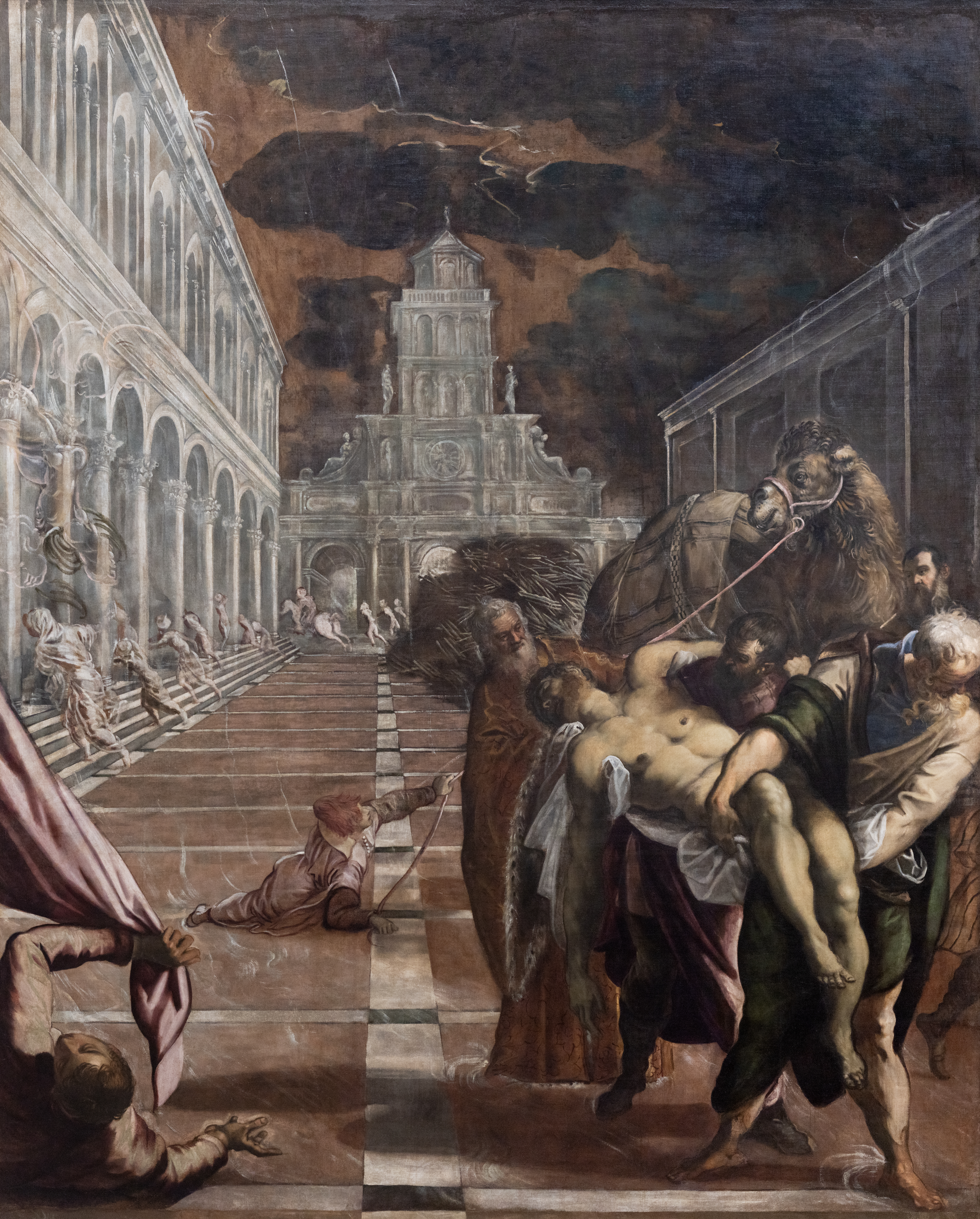
De redding van het lichaam van de heilige Marcus
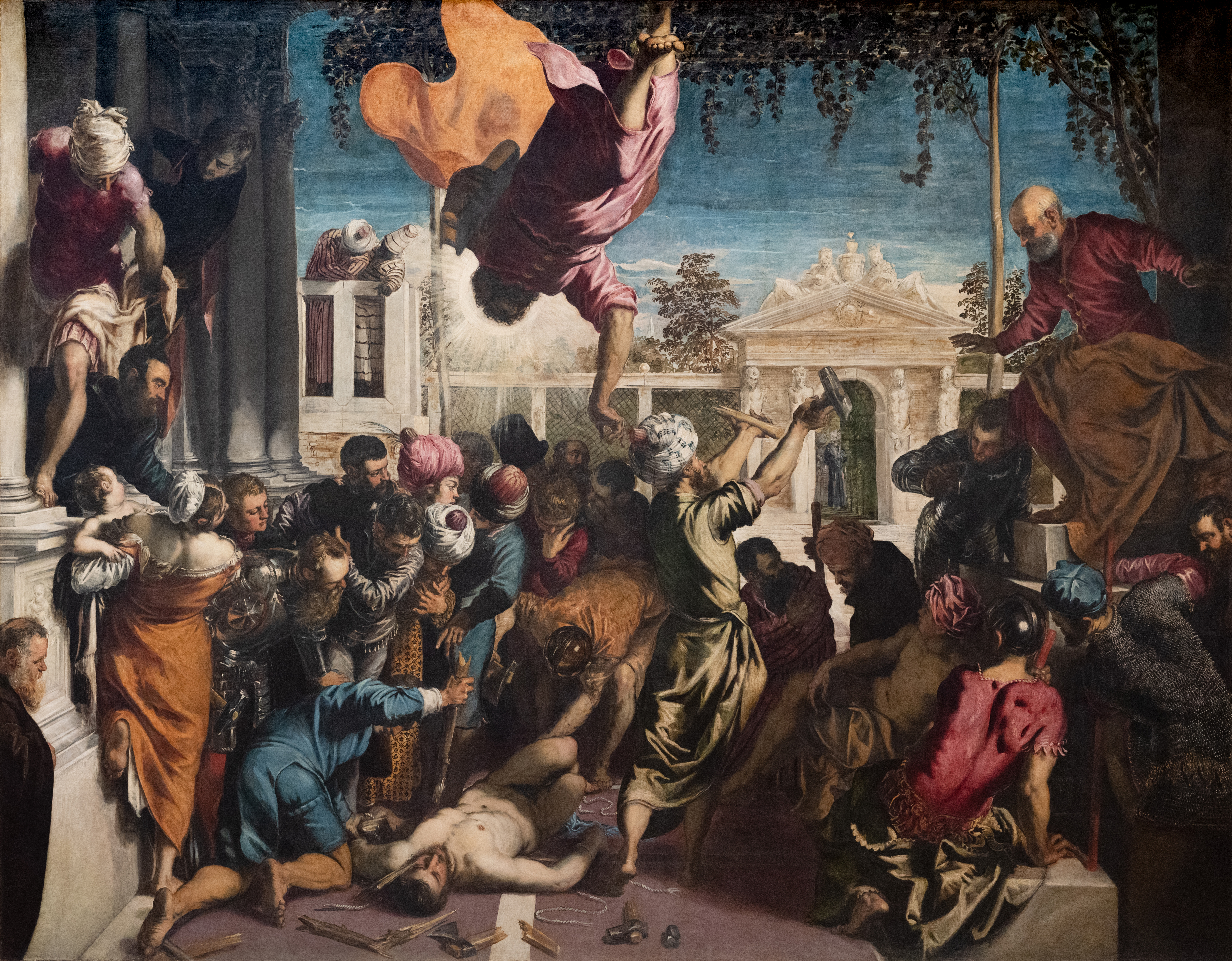
Het wonder van de slaaf
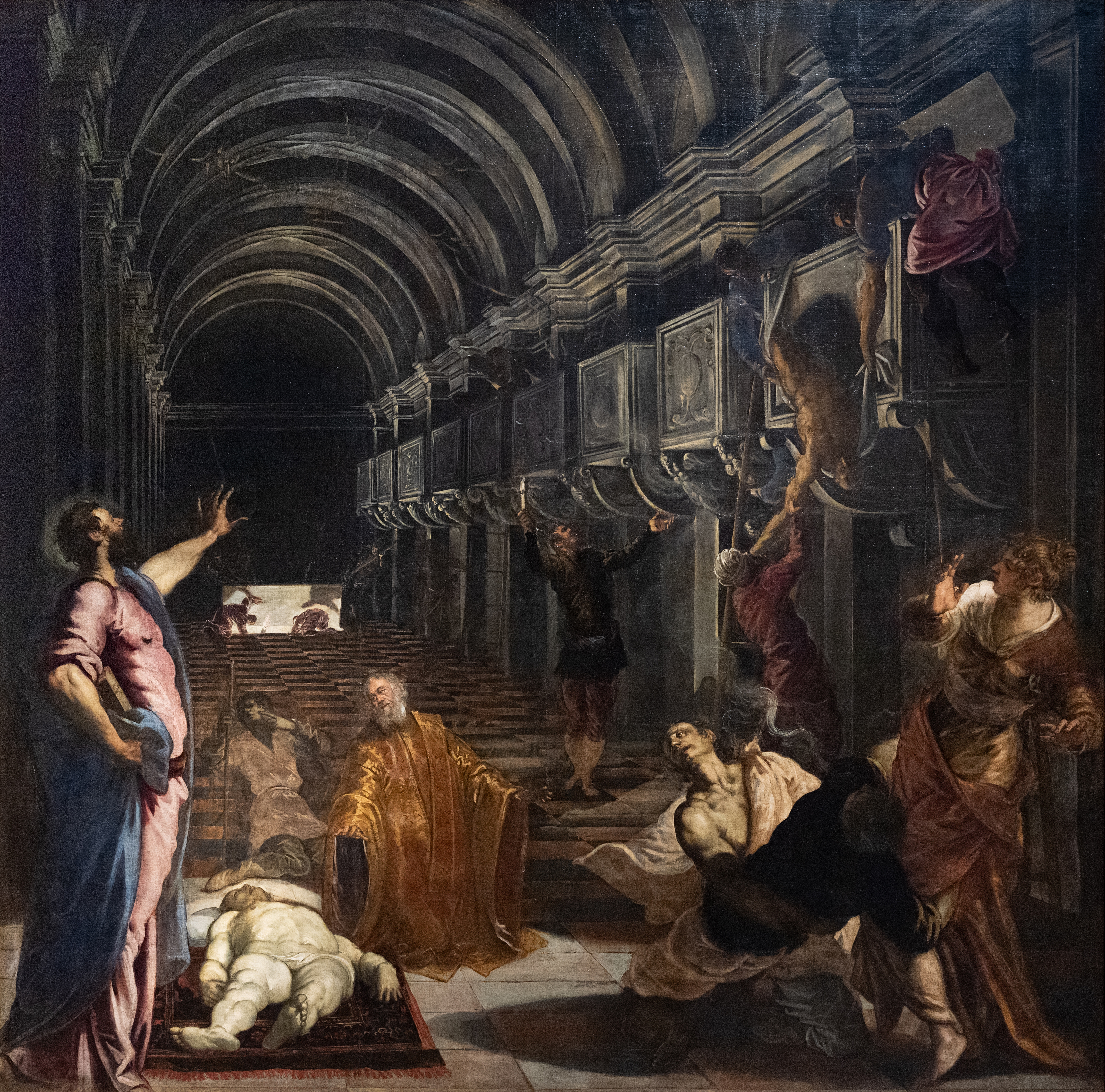
De vondst van het lichaam van de heilige Marcus